# Nätgemenskap
Nätgemenskap, internetgemenskap eller community (av engelska: online community, "uppkopplad gemenskap"), etc, avser sociala nätverk där interaktion med varandra sker via internet, genom exempelvis sociala medier eller andra webbaserade kommunikationstjänster.
Nätgemenskaper ser olika ut beroende på målgrupp, syfte och skapare. Inom persondatorverksamhet interagerar nätgemenskaper främst via webbplatser, så att användare inte behöver installera särskild programvara, medan mobilverksamheter främst använder mobilapplikationer. Inom datorspelsgenemskaper är det dock vanligt med installationsprogram för IP-telefoni, såsom Ventrilo, Teamspeak, Mumble, Skype och Discord.
De största nätgemenskaperna brukar vara videogemenskaper, såsom Youtube eller Tiktok, vilka inriktar sig på skapelse och delning av videoklipp.

## Begrepp
I modern tid förekommer främst begreppet "gemenskap" med olika prefix på rikssvenska (exempelvis: videogemenskap), alternativt "community". När ordet community används i svenskan förespråkas n-genus, det vill säga "en community" eller "communityn" i singular och "communities" i plural. Ofta likställs begreppen community och socialt nätverk i dagligt tal.
Svenska språkrådet och Svenska datatermgruppen har tidigare rekommenderat att använda ord som "webbforum", "intressegrupp", "diskussionsgrupp" eller "nätförening" istället för community. I internetsammanhang brukar dessa begrepp istället avse den plats eller det internetforum där en nätgemenskap träffas och interagerar.

## Nätförening och nätverksplattform
Nätförening brukar avse nätgemenskaper där medlemskap krävs för att använda det sociala nätverket eller nätverksplattformen. Medlemskap kan antingen ges ut mot betalning eller vara gratis. I regel krävs registrering och inloggning i nätverket för att ta del av hela innehållet. Ett vanligt syfte med medlemskap är att skapa kontakt med likasinnade. Därför finns det vanligtvis möjlighet för medlemmarna att presentera sig med ålder, kön, hemort, personlighet, intressen eller åsikter. I många nätföreningar får man även tillgång till exempelvis en personlig gästbok och blogg. Ofta finns det även ett allmänt diskussionsforum och ibland en gemensam chatt. Vanligen kan man se vilka andra som är inloggade och det brukar finnas möjlighet att spara andra användarprofiler i en kontakt- eller vänlista.
Det finns mängder av nätföreningar; stora och små, rikstäckande och lokala, öppna för allmänheten och slutna i grupper. Vissa är bundna till subkulturer. Man kan också klassificera en del av de system för internkommunikation (intranät) som används på många arbetsplatser och skolor som nätföreningar, eftersom även de är fora där användarna kan mötas, kommunicera, visa upp vilka de är och vad de är intresserade av.

## Communitypionjärer och experter
- Sherry Turkle, en professor som har forskat om nätgemenskap.
- Mark Zuckerberg, skapare av nätverket Facebook.
- Rickard Ericsson, skapare av nätföreningen Lunarstorm